# Pule (Kandat)
Pule is een bestuurslaag in het regentschap Kediri van de provincie Oost-Java, Indonesië. Pule telt 4916 inwoners (volkstelling 2010).